# Ida Quaiatti

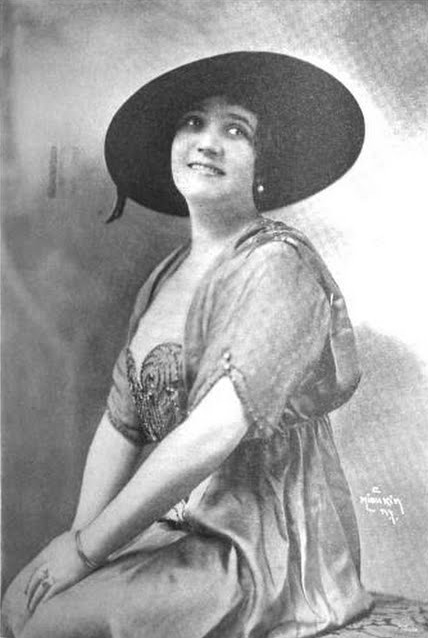
Ritratto di Ida Quaiatti tratto da una pubblicità in The Musical Courier, 1916

Ida Quaiatti a volte Cajatti (Spalato, 1890 – Venezia, 1º febbraio 1962) è stata un soprano italiano nota soprattutto per le sue esibizioni nelle opere di Giacomo Puccini.

## Biografia
Nata a Spalato, studiò musica al conservatorio di Trieste, facendo il suo debutto in quella città nel ruolo di Frasquita in Carmen nel 1907. Due anni dopo cantò il ruolo principale in Madama Butterfly ad Ascoli Piceno, e poco dopo si esibì ne La bohème al Teatro Sociale di Bergamo. Nel 1912 ottenne i complimenti per la sua interpretazione nella Lina di Amilcare Ponchielli a Cremona. Durante la sua carriera continuò a cantare in opere come Otello e Falstaff di Giuseppe Verdi, Lohengrin e Der fliegende Holländer di Richard Wagner, La Wally e Loreley di Alfredo Catalani, Lodoletta, Cavalleria rusticana e L'amico Fritz di Pietro Mascagni, Andrea Chénier e Fedora di Umberto Giordano, Mefistofele di Arrigo Boito e Manon di Jules Massenet. Si esibì nella maggior parte dei teatri d'opera italiani. Nel 1913 creò il ruolo di Mimì nella prima di Mimì Pinson, la versione rivista de La bohème di Ruggiero Leoncavallo, a Palermo.
La Quaiatti fece il suo debutto alla Metropolitan Opera, sotto il nome di Ida Cajatti, nel ruolo di Musetta in una rappresentazione de La bohème di Puccini il 19 novembre 1915 con Frances Alda, Enrico Caruso e Antonio Scotti. Un recensore descrisse la sua voce come "leggera" e parlò sfavorevolmente della sua esibizione. Continuò a cantare in quindici altri spettacoli con il Metropolitan nel corso della stagione. La maggior parte nel ruolo di Musetta, ma anche in quello di Nedda in Pagliacci. Una recensione definì la sua esibizione in quest'ultimo ruolo "difficilmente soddisfacente, poiché la sua voce era instabile e le sue cadute molto frequenti". Altre recensioni della sua stagione furono più favorevoli. Queste esibizioni furono le sue uniche con la compagnia.
Durante la prima guerra mondiale la Quaiatti cantò principalmente in Italia, a Torino, Genova, Roma, Firenze e Napoli, dove si esibì nel ruolo di Tosca al fianco di Beniamino Gigli al Teatro San Carlo. Nel 1917, a Roma, creò il ruolo principale nella prima mondiale della Gismonda di Renzo Bianchi, accanto a Edoardo Garbin e Domenico Viglione Borghese. Continuò a cantare al Covent Garden di Londra, dove aveva debuttato nel 1920 in Manon Lescaut Puccini, e in teatri a Budapest, in Messico, Perù  e Cile. Puccini, dopo averla ascoltata in un'esibizione de La bohème, le chiese di cantare Giorgetta nella prima del rivisto Il tabarro al Teatro della Pergola a Firenze nel 1919. Cantò lo stesso ruolo al Covent Garden nel 1920. Terminò la sua carriera con le esibizioni nel ruolo di Minnie ne La fanciulla del West, la sua ultima interpretazione del ruolo al Khedivial Opera House a Il Cairo nel 1932. Dopo essersi ritirata dalle scene morì a Venezia. Una sua biografia, scritta da sua figlia, fu pubblicata nel 1968.